# San Rocco al Porto
San Rocco al Porto is een gemeente in de Italiaanse provincie Lodi (regio Lombardije) en telt 3383 inwoners (31-12-2004). De oppervlakte bedraagt 30,7 km², de bevolkingsdichtheid is 108 inwoners per km².

## Demografie
San Rocco al Porto telt ongeveer 1374 huishoudens. Het aantal inwoners steeg in de periode 1991-2001 met 4,8% volgens cijfers uit de tienjaarlijkse volkstellingen van ISTAT.
| Jaar | Inwoneraantal |
| ---- | ------------- |
| 1991 | 3100          |
| 2001 | 3249          |

## Geografie
San Rocco al Porto grenst aan de volgende gemeenten: Fombio, Santo Stefano Lodigiano, Calendasco (PC), Guardamiglio, Piacenza (PC).

## Geboren
- Domenico Mezzadri (1867-1936), bisschop van Chioggia